# Distorsió (òptica)
|  | Per a altres significats, vegeu «Distorsió (desambiguació)». |

La posició de l'obertura provoca una distorsió en coixí (superior), distorsió en barril (centre), sense distorsió (inferior).

En òptica geomètrica, la distorsió és una desviació de la projecció rectilínia ; una projecció en què les línies rectes d'una escena queden rectes en una imatge. És una forma d'aberració òptica, és a dir una aberració geomètrica dels sistemes òptics que condueix a un canvi local en l'escala d'imatge en l'equació de la lent. El canvi d'escala es basa en un canvi d'ampliació a mesura que augmenta la distància entre el punt de la imatge i l'eix òptic.

## Distorsió radial

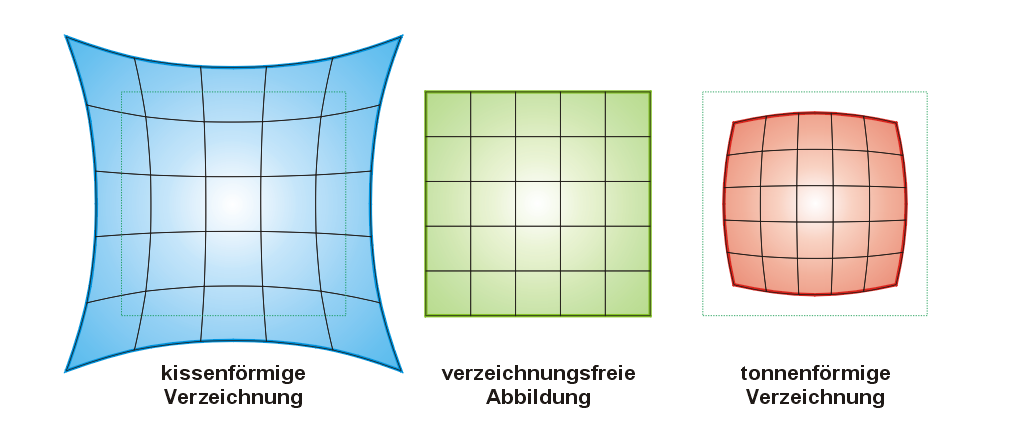
En lents amb distorsió, no es mostra un rectangle a escala.

És simètrica rotacionalment al voltant d'un punt, que és el punt de simetria de la distorsió, que també s'anomena centre de distorsió. La causa de la distorsió és l'obertura o els diàmetres de la lent limitant que redueixen el feix de la imatge davant o darrere del pla principal d'un sistema òptic amb aberració esfèrica..Això vol dir que les parts del feix de raigs disponibles per construir el camí del feix estan en blanc. En comparació amb un sistema òptic sense obertura, això canvia la direcció del raig principal i provoca distorsió.
A mesura que l'ampliació augmenta cap a les vores del camp d'imatge, un quadrat agafa la forma d'un coixí. En el cas contrari es parla de distorsió de barril. També es poden produir distorsions d'ordre superior i la superposició d'ordres diferents pot donar lloc a una imatge ondulada de línies rectes ("distorsió ondulada").

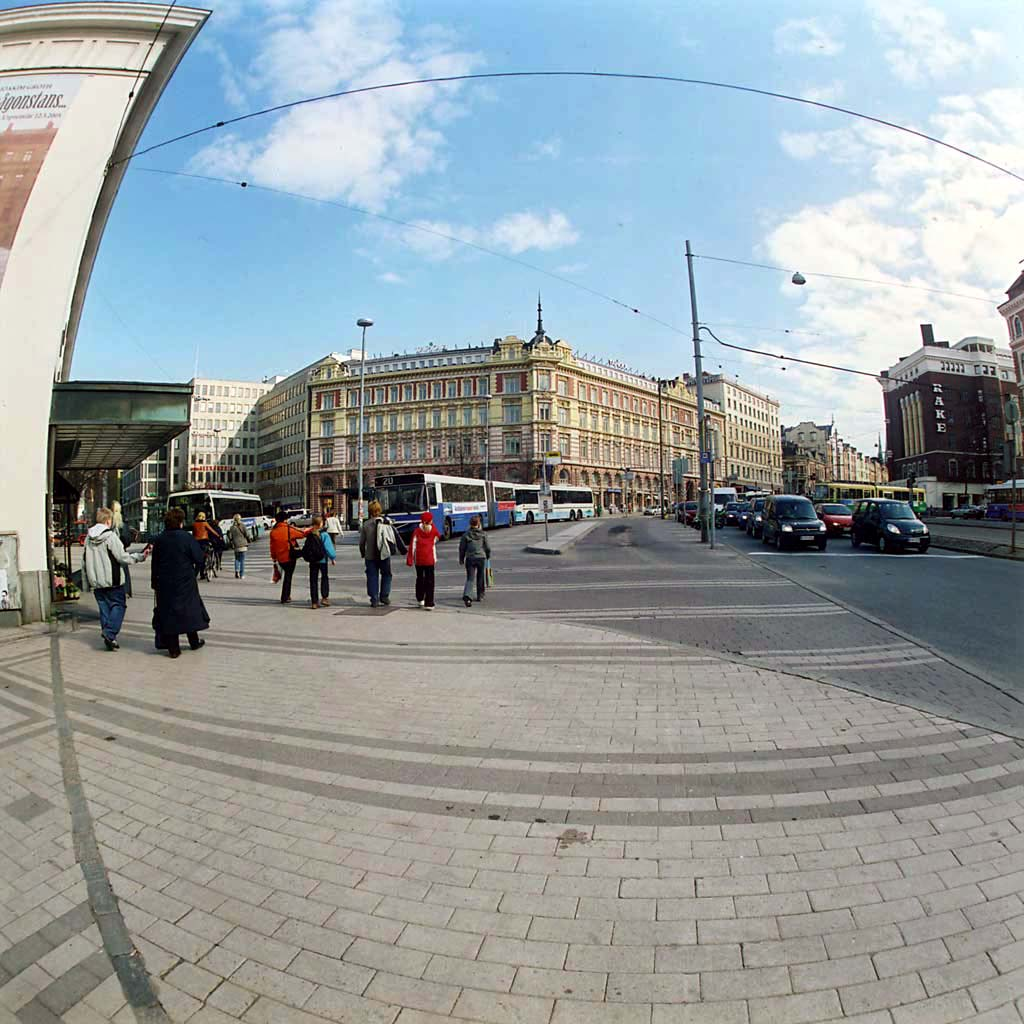
Fotografiat a través d'una lent ull de peix amb una gran distorsió del barril

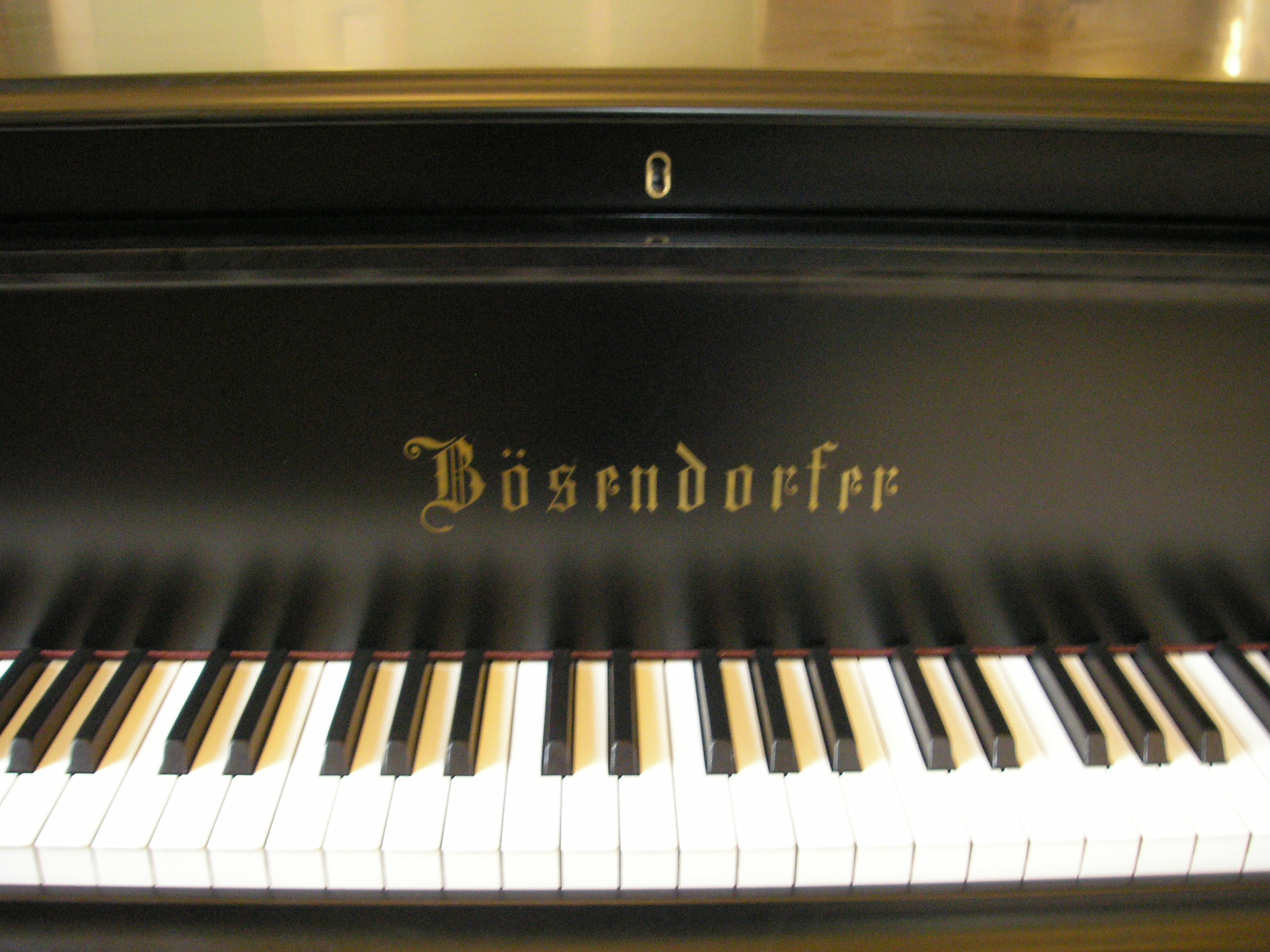
Imatge amb una distorsió de barril clarament reconeixible

Amb els dispositius òptics d'ús diari, la distorsió sovint no és un desavantatge notable i, per tant, s'accepta si cal. Les ulleres per a miopes tenen una forta distorsió en barril cap a la vora.
En dispositius amb múltiples lents, com ara telescopis, la distorsió es pot mantenir baixa aplicant una correcció òptica, que s'aconsegueix amb:
- Ús de lents de diferent radi de curvatura i diferent gruix
- Tipus de vidre (Vidre crown, Vidre flint) amb diferent índex de refracció per a les lents individuals.

Aquestes òptiques lliures de distorsió s'anomenen sistemes de lents ortoscòpiques. En el cas de l'òptica utilitzada visualment, però, la distorsió de coixí sovint s'implementa intencionadament per eliminar l'efecte globus inquietant.
Si s'utilitzen imatges fotogràfiques per a mesures precises, es poden utilitzar sistemes de lents corregits adequadament, com ara lents telecèntriques. A més, la distorsió restant es pot determinar mitjançant la mesura i compensar-la mitjançant un càlcul en avaluar la imatge.
La distorsió de la lent no s'ha de confondre amb la distorsió de la perspectiva. La distorsió de la perspectiva prové de veure una escena en un angle, perdent relacions d'aspecte (angles) en el procés. Així, un quadrat pla vist obliquament des de qualsevol perspectiva central es distorsionarà en un quadrilàter general.

## Compensació
S'han desenvolupat mètodes especialment per a la mesura d'imatges en fotogrametria per modelar i calcular la distorsió d'un objectiu (calibració de la càmera).
Invertint aquests models, es pot compensar la distorsió real d'una imatge i calcular una imatge sense distorsió. Amb la distorsió de barril, la imatge corregida es fa més gran i amb la distorsió de coixí, es redueix si l'escala de la imatge es manté inalterada al centre de la imatge. Alguns programaris conserva la relació d'aspecte original durant la correcció de la distorsió de barril i retalla informació útil de la imatge a les vores, tot i que seria possible una imatge més gran, sense distorsió i rectangular.

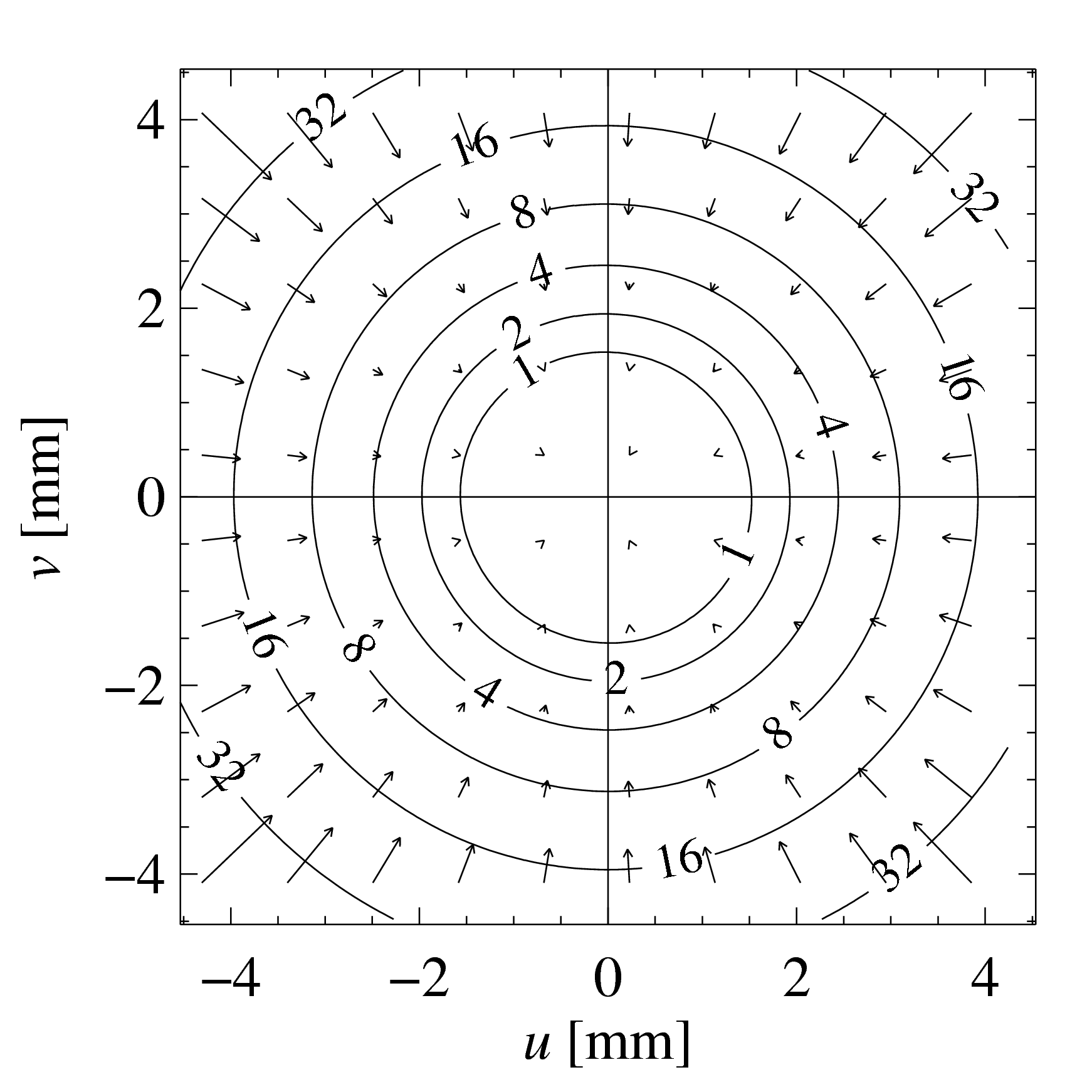
Distorsió d'una lent de 20 mm

La imatge de la dreta mostra la distorsió d'una lent amb una distància focal de 20 mil·límetres quan s'enfoca a una distància d'objecte d'un metre. Els números de les isolínies indiquen la quantitat de compensació en micres. La longitud de les fletxes correspon a quinze vegades la durada del canvi. Les coordenades {\displaystyle u} i {\displaystyle v} són les coordenades de la imatge relacionades amb el centre de la imatge.
Un sistema de càmera digital, com el Micro Quatre Terços, pot transmetre propietats individuals de les lents, com ara les dades característiques de la distorsió, al cos de la càmera, la qual cosa permet la compensació digital automàtica d'aquesta aberració geomètrica a la càmera o a la imatge posterior. processament.

### Procediment matemàtic
En el text següent, el radi designa la distància d'un punt d'imatge (al sensor) des de l'eix òptic.
Per a una lent perfecta, el radi es manté sense canvis i s'aplica el següent: {\displaystyle r_{src}=r_{dst}} .
Una descripció comuna per a la distorsió radialment simètrica és el polinomi {\displaystyle r_{src}=(a\,r_{dst}^{3}+b\,r_{dst}^{2}+c\,r_{dst}+d)\,r_{dst}} o equivalent {\displaystyle r_{src}=a\,r_{dst}^{4}+b\,r_{dst}^{3}+c\,r_{dst}^{2}+d\,r_{dst}} .
Amb lents d'ull de peix, l'angle d'incidència {\displaystyle \phi } seria superior a 180° i el radi seria infinitament gran: {\displaystyle r(180\mathrm {^{\circ }} )=\infty } .
Per tant, aquí l'angle es representa directament com una funció cúbica : {\displaystyle \phi =a_{1}r+a_{2}r^{2}+a_{3}r^{3}} .

## Correcció amb ordinador

### Manual
Hi ha nombrosos programes que permeten un post-processament manual de les fotografies per compensar les línies convergents o compensar la perspectiva de fotos amb distorsió d'aquest tipus. Entre els programes que permeten l'ajust manual dels paràmetres de distorsió hi ha::
- Photoshop CS2 i Photoshop Elements (a partir de la versió 5) inclouen un filtre manual de correcció de la lent per a una distorsió senzilla (en coixí/canó)[4]
- Corel Paint Shop Pro Photo inclou un efecte manual de distorsió de la lent per a una distorsió senzilla (en canó, en ull de peix, esfèrica i en coixí).
- GIMP inclou la correcció manual de la distorsió de la lent (a partir de la versió 2.4).
- PhotoPerfect té funcions interactives per a l'ajust general del coixí i per a serrells (ajust de la mida de les parts de la imatge vermella, verda i blava).
- Hugin es pot utilitzar per corregir la distorsió, encara que aquesta no és la seva aplicació principal.[5]
- ImageMagick pot corregir diverses distorsions; per exemple, la distorsió d'ulls de peix de la popular càmera GoPro Hero3+ Silver es pot corregir amb l'ordre:convert distorted_image.jpg -distort barrel "0.06335 -0.18432 -0.13009" corrected_image.jpg.[6]

A part d'aquests sistemes que corregeixen les imatges, n'hi ha alguns que també ajusten els paràmetres de distorsió dels vídeos:
- FFMPEG utilitzant el filtre de vídeo "correcció de lents".[7]
- Blender utilitzant l'editor de nodes per inserir un node "Distorsió/Distorsió de la lent" entre els nodes d'entrada i de sortida.

## Exemples d'aplicació
En fotografia, la distorsió s'utilitza sovint deliberadament com a eina artística. L'efecte de la distorsió és intencionat, especialment amb les lents d'ull de peix .
Quan es tracta de televisió, sovint no és desitjable que els espectadors puguin veure l'extensió espacial real d'un estudi. Per tant, molts estudis, p. B. a la ZDF de Mainz - construïda amb murs d'arc o fins i tot circulars. Aleshores s'utilitzen principalment les lents gran angular. La seva distorsió no molesta: es percep de manera més aviat inconscient. A la part superior de les parets, per als espectadors, l'únic "marcador" per a la mida de l'habitació, la distorsió de la lent no es pot distingir de la curvatura "real"; la paret sembla "interminable".
En el cinema i el vídeo, les distorsions anamòrfiques en format de pantalla ampla es produeixen deliberadament amb sistemes especials de càmeres i lents. Originalment, es van utilitzar processos anamòrfics per habilitar un format de pantalla panoràmica al cinema sense canvis en el material habitual de pel·lícula de 35 mm en el format de pel·lícula estàndard. La imatge de pantalla panoràmica es va estrènyer mitjançant una distorsió dirigida durant la filmació i es va igualar de nou mitjançant la disposició oposada de la lent durant la reproducció al cinema. Això va iniciar l'era del cinema de pantalla ampla, sense la substitució completa de la càmera i la tecnologia de projecció existents.
Però no només la relació d'aspecte va ser influenciada per la tecnologia anamòrfica: es va crear un toc cinematogràfic que es considera tecnologia d'última generació fins ara. Molts efectes cinematogràfics es basen en lents anamòrfiques i creen l'"aspecte cinematogràfic": profunditat de camp reduïda per a una millor separació del primer pla i el fons, efectes de llum de forma ovalada (bokeh), pantalla ampla distorsionada, reflexos de llum ovalats en colors de l'arc de Sant Martí., enlluernament en forma de tira, floració i distorsió intencionada utilitzada com a eines artístiques.